# Forseti

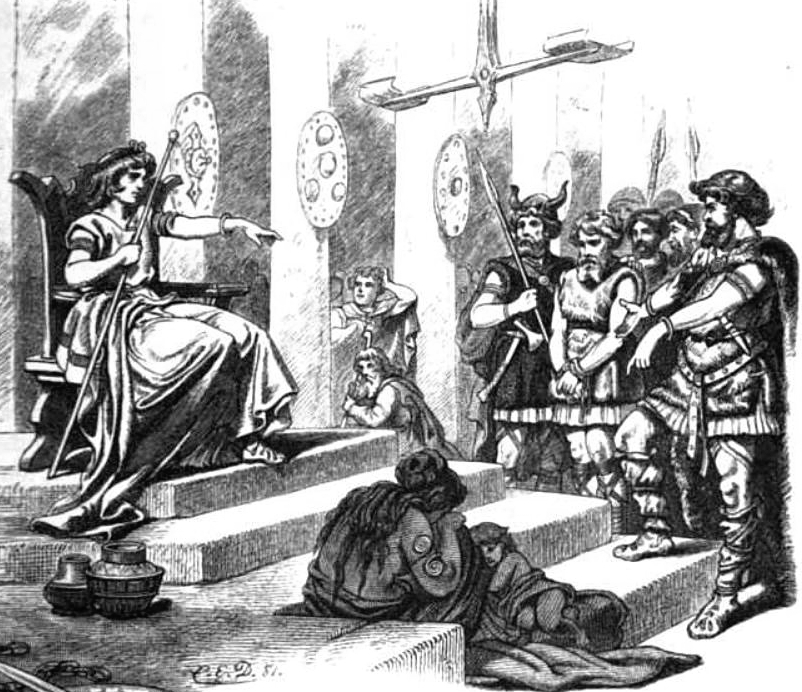
Forseti a Glitnirben ítéletet hirdet

Forseti (Forsete) Baldr és Nanna fia, az igazságszolgáltatás istene a skandináv mitológiában. Fő tevékenysége a törvényhozás és bíráskodás.
Forseti az istenek udvarában ül mint az istenek bíróságának elnöke, és tanácsot ad bonyolultabb ügyekben. Mestere a vitás ügyek megegyezéssel való rendezésének és a komplikált esetek megoldásának.
Neki van az istenek és az emberek törvényszékei között a legjobb törvényszéke, mert bárki, bármilyen üggyel fordul hozzá, mindig elégedetten távozik.
Gyakran egy hatalmas arany baltával ábrázolják, ami a legértékesebb tulajdona.
A palotája neve Glitnir (csillogó), melynek termei arany oszlopokon nyugvó ezüst mennyezetből állnak.
Forseti izlandi nyelven azt jelenti ”elnök” vagy ”szóvivő”.

## Fordítás
- Ez a szócikk részben vagy egészben  a   Forsete című svéd Wikipédia-szócikk fordításán alapul.  Az eredeti cikk szerkesztőit annak laptörténete sorolja fel. Ez a jelzés csupán a megfogalmazás eredetét és a szerzői jogokat jelzi, nem szolgál a cikkben szereplő információk forrásmegjelöléseként.
- Ez a szócikk részben vagy egészben  a   Forseti című angol Wikipédia-szócikk fordításán alapul.  Az eredeti cikk szerkesztőit annak laptörténete sorolja fel. Ez a jelzés csupán a megfogalmazás eredetét és a szerzői jogokat jelzi, nem szolgál a cikkben szereplő információk forrásmegjelöléseként.